# Mimandria cataractae
Mimandria cataractae är en fjärilsart som beskrevs av Louis Beethoven Prout 1917. Mimandria cataractae ingår i släktet Mimandria och familjen mätare. Inga underarter finns listade i Catalogue of Life.